# Asian Institute of Technology
El Asian Institute of Technology (AIT) es una institución universitaria internacional especializada en ingeniería, tecnología y ciencias empresariales.
Promueve el cambio tecnológico y el desarrollo sostenible en la región Asia-Pacífico a través de la educación superior, la investigación y su difusión.

## Historia, misión
Fundada en 1959 como SEATO Graduate School of Engineering, tuvo encomendada la misión de formar a profesionales altamente cualificados y motivados que tendrían como misión llevar a cabo un papel destacado en el desarrollo sostenible de la región y su integración en la economía global recibe financiación de organismos y gobiernos del mundo (inicialmente de miembros de la SEATO).
En 2006, AIT declaró que "se había convertido en una institución de post-grado líder en la región y que trabajaba activamente con socios públicos y privados en toda la región y con algunas de las universidades líderes del mundo" (véase la nota presentada en la conferencia Asia Commons, en Bangkok, junio de 2006).

## Premio Ramon Magsaysay
En 1989, recibió el premio Ramon Magsaysay a la Paz y entendimeinto internacional "por configurar una nueva generación de ingenieros y directivos comprometidos con Asia en una atmósfera de excelencia internacional, de excelencia académica y camaradería regional".

## Localización
AIT opera como una comunidad internacional en su campus ubicado a 40 kilómetros al norte de Bangkok, Tailandia. Además de los laboratorios y edificios docentes, el campus principal incluye alojamientos, instalaciones deportivas, instalaciones médicas, un centro de conferencias y una biblioteca con más de 230.000 volúmenes y 830 publicaciones periódicas.
AIT tiene un campus en Vietnam denominado AIT Center in Vietnam. Este centro, denominado Asian Institute of Technology in Vietnam (AITCV) se estableció en 1993 como un acuerdo entre el Ministerio Vietnamita de Educación y el AIT. Se han autorizado otros dos centros a establecer en Indonesia y Pakistán. El plano de AIT puede verse en .
Inicialmente se ubicó en la facultad de ingeniería de la Universidad Chulalongkorn, Tailandia, antes de trasladarse a su campus actual en noviembre de 1973.

## Estructura académica
AIT tiene tres Facultades llamadas:
- Facultad de Ingeniería y Tecnología (SET)
- Facultad de Medioambiente, Recursos Naturales y Desarrollo (SERD)
- Facultad de Administración de Empresas (SOM)

## Centro Yunus en AIT
El AIT se ha asociado con el Premio Nobel Muhammad Yunus para crear el Centro Yunus con el objetivo de 'contribuir a aliviar la pobreza y permitir a las poblaciones rurales manejar, controlar y mejorar sus estándares de vida'. El centro se lanzó el 8 de septiembre de 2009.
El Centro persigue el objetivo de reducir la pobreza y lograr la sostenibilidad con objetivos iniciales vinculados a la agricultura y a la seguridad alimentaria, uniendo un conjunto de disciplinas en tareas interdiciplinarias.
Según el MOU, el centro proporcionará una plataforma abierta e independiente para estudiar vías de reducción de la pobreza de forma que tengan un impacto directo en la vida de las personas pobres. "Actuará como incubadora para nuevos planes de negocio sociales que reten la sabiduría académica convecional; facilitará la generación de conocimiento a partir de la comunidad, promoverá oportunidades tanto para mujeres como para varones".

## Formación ofertada
- Másteres: Máster en Administración de Empresas (MBA), Máster en Ingeniería (MEng), Máster en Ciencias (MSc)
- Programas ejecutivos de Máster
- Doctorados: Ingeniería, Tecnología, PhD
- Programas de diploma y certificado
- Formación continuada sin grado para profesionales en activo

## Actividades deportivas
Como complemento a la formación que ofrece, la práctica deportiva tiene una gran importancia. La práctica de deportes como bádminton, takraw, tenis de mesa, tenis, baloncesto, cricket, voleibol, natación y atletismo permiten a los estudiantes tener la oportunidad, no sólo de realizar ejercicio físico, sino de compartir experiencias valiosas con el resto de compañeros.

## El dominio.th
En correspondencia con el nivel científico y académico, tiene asignada la administración del dominio.th de Tailandia.